# Naked (motociclismo)
Con il termine naked o nuda si indica una tipologia di motocicli che vengono concepiti e proposti dalle case motociclistiche senza sovrastrutture o protezioni aerodinamiche quali cupolini, carenature o motovalige, lasciando in vista il propulsore e le varie componenti della moto.

## Etimologia

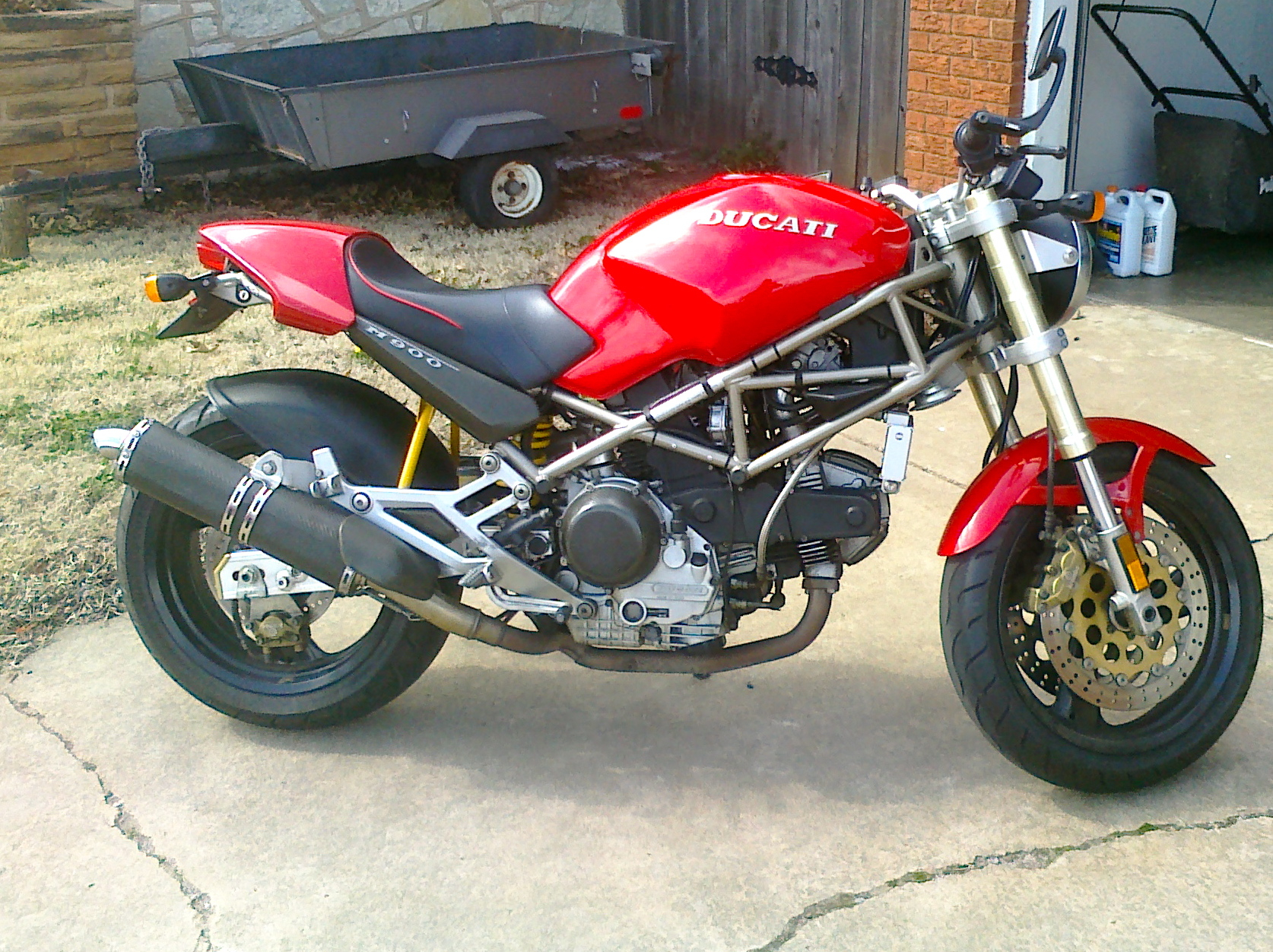
Una Ducati Monster del 1994

Il termine inglese naked ("nuda"), si è popolarmente diffuso all'inizio degli anni novanta, quando alcune case, dopo un intero decennio in cui la produzione mondiale si ispirava quasi esclusivamente a motocicli carenati o semicarenati, proposero modelli di nicchia, rievocativi  degli anni settanta e secondo uno stile inizialmente definito nude-look, come la Kawasaki Zephyr o la Moto Guzzi 1000 S, ottenendo un imprevisto successo di vendite.

## Storia
La moda delle naked si sviluppò tra i motociclisti europei tra la fine degli anni ottanta e i primi novanta. Allora ancora chiamate "streetfighter", si trattava di motociclette sportive a cui veniva rimossa la carena, spesso a seguito di un incidente quando il proprietario non aveva soldi per comprarne una nuova. Alcuni identificano la Ducati Monster, presentata nel 1993, come la migliore naked prodotta in serie degli anni 90.

## Il mercato
Le naked figurano nei listini di tutte le case motociclistiche, risultando particolarmente apprezzate, oltre che per l'estetica, anche per i prezzi di vendita più contenuti, dovuti all'assenza delle sovrastrutture ed alla possibilità di personalizzare la moto, in seguito, con motovalige o protezioni, adatte all'impiego prevalente o al gusto del proprietario.